# Paweł Stobrawa

Paweł Stobrawa (* 22. dubna 1947 Zborowskie, Polsko) je polský římskokatolický biskup.
Po studiích ve vyšším duchovním semináři v Nise (1967–1973) byl ordinován na kněze 20. května 1973. Působil ve farní správě v Pyskowicích, Zabrze a Toszku, V letech 1991–2003 byl proboštem kostela sv. Petra a Pavla v Opolí. Po smrti dosavadního pomocného biskupa Antoniho Adamiuka byl dne 16. dubna 2003 jmenován pomocným biskupem v Opolí a titulárním biskupem z Aecy (Aecanus). Za biskupské heslo si zvolil Zawierzyłem miłosiernej miłości (Uvěřil jsem v milosrdnou lásku). Biskupské svěcení přijal 14. května téhož roku z rukou arcibiskupa Alfonse Nossola.